# Control (Traci Lords)
Control è il singolo di debutto della cantante e attrice statunitense Traci Lords, pubblicato il 20 dicembre 1994. Ha anticipato l'album di debutto di Traci, 1000 Fires, pubblicato nel 1995 dalla Radioactive Records, e fa parte della colonna sonora del film dello stesso anno Mortal Kombat.

## Video musicale
Il video ufficiale del singolo è stato diretto da Greame Joyce ed è stato girato a Los Angeles, California. Secondo Traci Lords, il video è ispirato ai film di James Bond. Vede inoltre un cameo del regista John Waters, con cui Traci Lords aveva già lavorato nel film del 1990 Cry Baby.

## Tracce
Testi e musiche di Traci Lords, Ben Watkins e Wonder.
CD
1. Control (Olympic 7" Edit) – 3:28
2. Control (Original Mix) – 6:44
3. Control (Overlords House Mix) – 7:22
4. Control (SanFrandisco Mix) – 7:15
5. Control (DJ EFX SanFrandisco Dub) – 6:02
6. Control (Juno Reactor Instrumental) – 6:28

Vinile 12"
1. Control (Original Mix) – 6:44
2. Control (Overlords House Mix) – 7:21
3. Control (SanFrandisco Mix) – 7:17
4. Control (DJ EFX SanFrandisco Dub) – 6:02

## Crediti
- Traci Lords – voce
- Ben Watkins – produzione
- Juno Reactor – produzione
- Gary Kurfirst – produzione esecutiva
- Otto the Barbarian – ingegneria
- Nahoko Maehara – assistente all'ingegneria
- Eddy Schreyer – mastering

## Classifiche
| Classifica (1994)   | Posizione massima |
| ------------------- | ----------------- |
| Regno Unito         | 81                |
| Stati Uniti (dance) | 2                 |